# Instituto de Radioastronomía Milimétrica

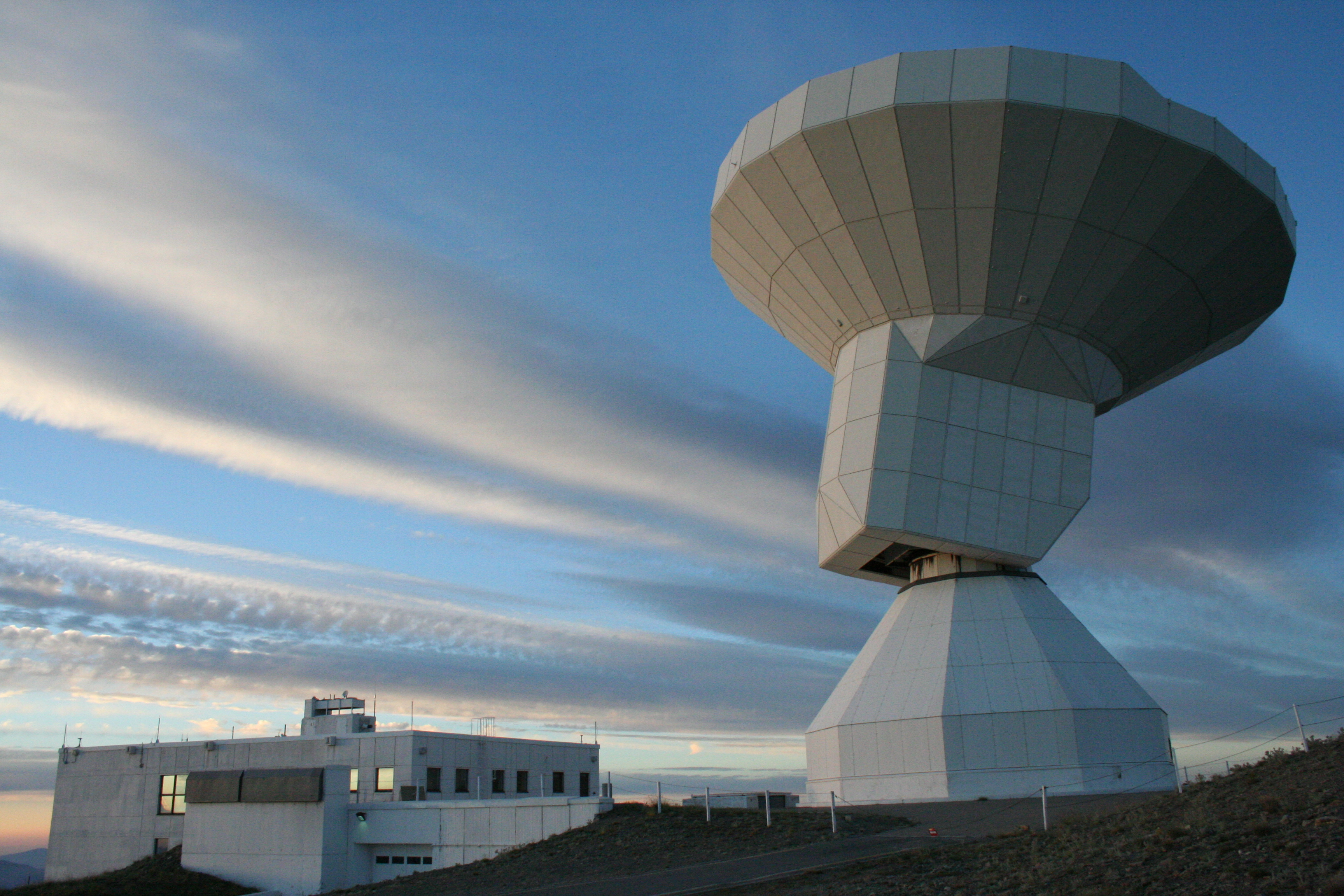
Plato único de 30 metros en Loma de Dilar cerca de Pico Veleta, Sierra Nevada.

El Instituto de Radioastronomía Milimétrica (IRAM) dirige dos observatorios en ondas milimétricas, los cuales están abiertos a la comunidad astronómica internacional: el telescopio de plato único de 30 metros en la Loma de Dílar, a 800m del Pico del Veleta (3395 m) y a 2850 m de altura SNM., situado en Sierra Nevada (España), y el interferómetro de Plateau de Bure (2550 m) en los Alpes franceses, de once antenas. Ambos están situados a gran altura para reducir la absorción debida al vapor de agua. Los observatorios son mantenidos por las oficinas y laboratorios de IRAM en Granada y Grenoble. IRAM, que está dirigido por Karl Schuster, tiene su sede en Grenoble.
IRAM fue fundado en 1979 y está dirigido como una colaboración franco-germano-española. Sus socios son las instituciones CNRS (Francia), Sociedad Max Planck (Alemania), y el Instituto Geográfico Nacional (España). La actividad principal de IRAM es el estudio de la mayor parte de materia fría (como el gas molecular interestelar y el polvo) en el Sistema Solar, en nuestra Vía Láctea, y otras galaxias fuera de distancias cosmológicas para determinar su composición, parámetros físicos e historia.

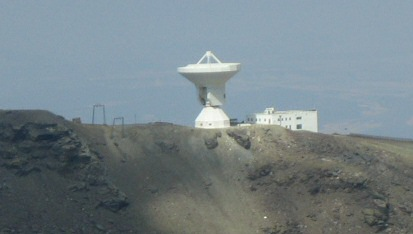
IRAM Telescopio 30m en la Loma de Dilar, cerca del Pico Veleta
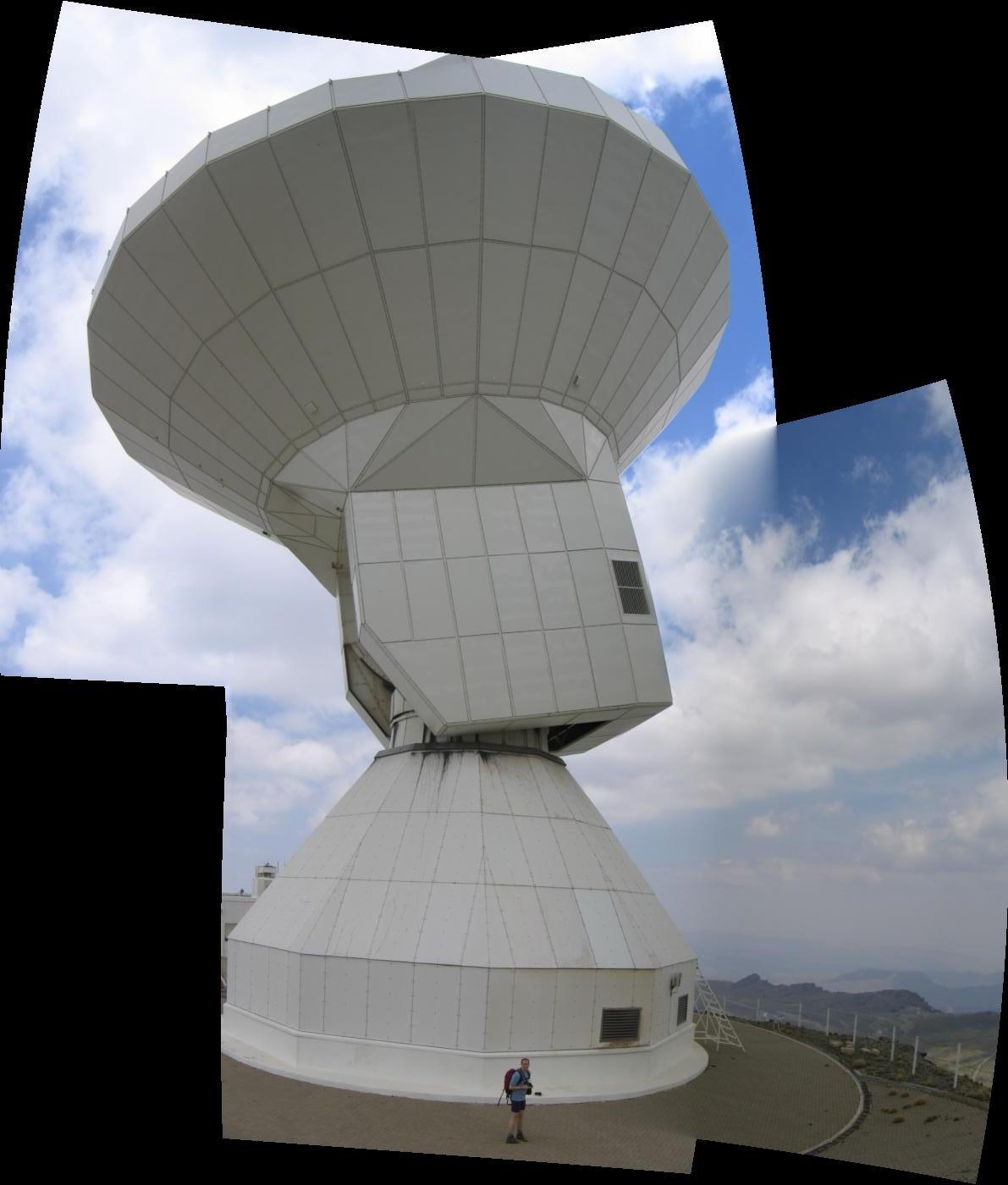
Plano cercano del 30m
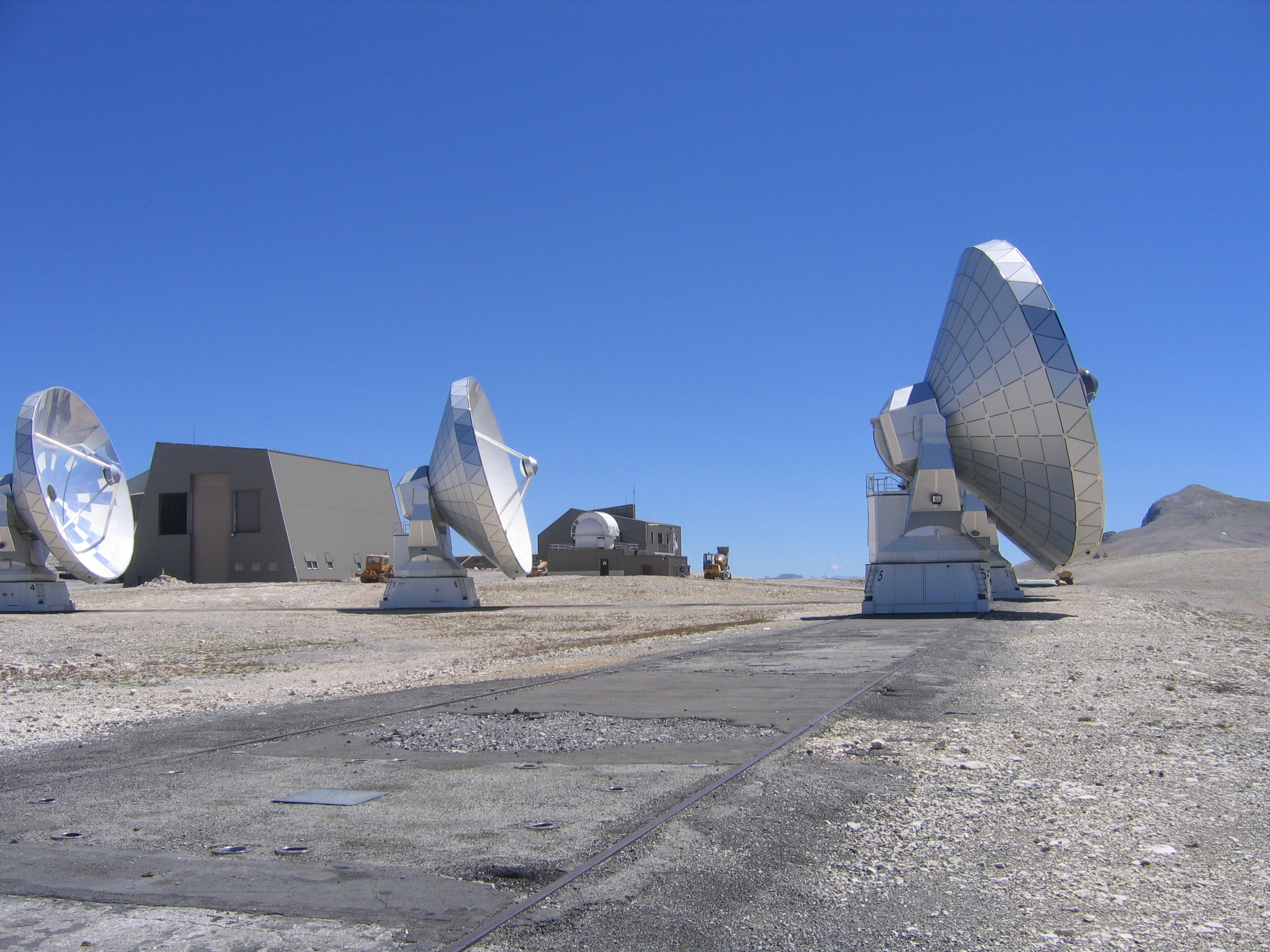
Interferómetro de diez antenas en Plateau de Bure